# Parageralinura
Genre
Parageralinura est un  genre fossile d'uropyges.

## Distribution
Les espèces de ce genre ont été découvertes en Allemagne, en Italie et aux Pays-Bas. Elles datent du Carbonifère.

## Liste des espèces
Selon Whip scorpions of the World (version 1.0) :
- † Parageralinura neerlandica (Laurentiaux-Vieria & Laurentiaux, 1961)
- † Parageralinura naufraga (Brauckmann & Koch, 1983)

et décrite depuis
- † Parageralinura marsiglioi Selden, Dunlop & Simonetto, 2016

## Publication originale
- Dunlop & Tetlie, 2008 : Geralinura carbonaria (Arachnida; Uropygi) from Mazon Creek, Illinois, USA, and the origin of subchelate pedipalps in whip scorpions. Journal of Paleontology, vol. 82, no 2, p. 299-312 (en).